# Hydropsyche dhusaravarna
Hydropsyche dhusaravarna är en nattsländeart som beskrevs av Schmid 1975. Hydropsyche dhusaravarna ingår i släktet Hydropsyche och familjen ryssjenattsländor. Inga underarter finns listade i Catalogue of Life.